# Nessie – das verrückteste Monster der Welt
Nessie – das verrückteste Monster der Welt ist eine rund um das berühmte Ungeheuer von Loch Ness gestrickte deutsche Kriminalkomödie aus dem Jahre 1985. Regie führte Rudolf Zehetgruber.

## Handlung
In einem schottischen Familienschloss, nahe Loch Ness: Gina Campbell, ihr Geliebter und Ginas Stieftochter Deborah „Debbie“ Campbell, planen, die Entführung Debbies vorzutäuschen, um auf diese Weise an Geld zu kommen, denn das Familienoberhaupt Sir Humphrey Desmond erweist sich als äußerst knickrig und hält alle kurz. Dabei geht so einiges schief, denn Gina plant nicht weniger als Debbies Ermordung.
Bei einer Verfolgungsjagd gelingt Debbie die Flucht. Sie flieht auf ein leckes Boot, mit dem sie auf dem Loch Ness untergeht. Plötzlich taucht ein großer Schatten auf. Es ist das sagenumwobene Monster von Loch Ness, und Debbie wird vom Ungeheuer „verschlungen“. Als sie wenig später auf dem Schrottplatz der McKenzie-Familie wieder aufwacht, erfährt Debbie, dass das gesichtete Ungeheuer nichts anderes als eine große Monster-Attrappe namens Nessie ist, die für eine große Fernsehshow zusammengebastelt worden sei. Dan McKenzie, der hinter dem falschen „Nessie“ steht, war ihr Retter im letzten Augenblick.
Debbie gesteht den McKenzies ihre dumme Idee der Teilnahme an der eigenen Entführung und sagt, dass ihre eigene Verwandtschaft sie offensichtlich umbringen wollte, um sie nach dem Empfang des Lösegelds als unliebsame Zeugin des Verbrechens aus dem Weg zu räumen. Die McKenzies wollen Debbie helfen, aus dem Schlamassel wieder herauszukommen. Als Gina und ihr Lover Debbies Auto vom Schrottplatz abholen wollen, ist zu hören, wie die böse Verwandtschaft gleich den nächsten Mord plant. Diesmal soll es Debbies Vater Stanley Campbell treffen. Gina und ihr Freund finden, dass Ginas verrückter Schwager, der schießfreudige Großwildjäger Sir Charles Desmond, diesen dreckigen Job erledigen könnte. Charles ist durchaus entzückt von der Idee, dass sich Stanley freiwillig opfern würde, um sich anschließend als Ausstellungsstück in seiner Sammlung einer Arche Noah ausstellen zu lassen.
Dan McKenzie wird derweil auf das Schloss gerufen, um einen Traktor zu reparieren. Dort freundet er sich während seiner Arbeit mit Debbies Schwester Vanessa Campbell, kurz „Nessie“ genannt, an. Er möchte ihr ihren Namensvetter Nessie zeigen, das konstruierte Fernsehungeheuer. Mehrmals fahren die beiden auf den See und werden davon überrascht, wie das echte Nessie-Monster, ein Wesen mit Eisbär-ähnlichem Kopf und Kulleraugen, aus dem Nichts auftaucht.
Großwildjäger Charles geht daraufhin sofort auf die Pirsch, denn bekanntlicherweise liebt er es, alles zu erlegen, was vor seiner Flinte auftaucht. Doch das echte Seeungeheuer ist längst nicht so dumm, sich so einfach aufspüren zu lassen und weiß immer rechtzeitig abzutauchen. Die McKenzies lassen sich von Debbie einspannen, ihren Vater zu retten und beteiligen sich an einer fingierten Lösegeldübergabe, bei der das McKenziesche Blechgestell-Nessie Stanley vor der schurkischen Gina rechtzeitig rettet. Auch Vanessa wird eilig aus dem Schloss der Campbells heraus geholt.
Sir Charles findet es, nachdem er über die fiese Gina und ihren Freund aufgeklärt worden ist, nur recht und billig, nunmehr Jagd auf die beiden Schurken zu machen, da er anstatt Stanley auch diese beiden in seine Trophäensammlung aufnehmen könnte. Endlich darf der irre Onkel nun auch Menschen schießen, doch viel hat er nicht davon, denn bald kassiert ihn die Polizei ein und steckt ihn kurzerhand ins Irrenhaus. Dan McKenzie erzählt seiner Familie von seiner Begegnung mit dem echten Ungeheuer von Loch Ness. Ein Fernsehreporter zeigt sich sehr interessiert an der kruden Geschichte, da er einst den Bau des Blechgestell-Monsters in Auftrag gegeben hat und entscheidet sich dafür, aus seinen neuesten Erkenntnissen eine Fernsehwette zu gestalten. Dan kann endlich beweisen, dass das wahre und einzige Nessie existiert, und die Familie beschließt, sich um das liebenswerte Nessie-Ungeheuer aus Fleisch und Blut zu kümmern.

## Produktionsnotizen
- Nessie – das verrückteste Monster der Welt entstand weitgehend 1984 in Schottland (Außenaufnahmen) und Deutschland (Atelier). Die Uraufführung fand am 7. November 1985 statt.
- Bei Delia und Miriam Behpour handelt es sich um Zwillinge, die die Vanessa abwechselnd gespielt haben.
- Der Film soll laut der Filmzeitschrift Cinema sehr aufwendig gewesen sein. Allein die Spezialeffekte sollen rund 200.000 DM gekostet haben. Von dem Loch-Ness-Monster wurden zwei Versionen hergestellt, die von Elektromotoren angetrieben wurden und schwimm- und tauchfähig waren.[1]

## Kritik
„Eine einfältige Mischung aus Krimi, Klamauk und Action für schlichte Ansprüche.“